# Луальди, Алессандро
Алессандро Луальди (итал. Alessandro Lualdi; 12 августа 1858, Милан, Ломбардо-Венецианское королевство — 12 ноября 1927, Палермо, королевство Италия) — итальянский кардинал. Архиепископ Палермо с 14 ноября 1904 по 12 ноября 1927. Кардинал-священник с  15 апреля 1907, с титулом церкви Санти-Андреа-э-Грегорио-Маньо-аль-Челио с 18 апреля 1907.